# Wilhelm Schmieger
Wilhelm Schmieger (1881. július 18. – 1950. október 11.) osztrák nemzetközi labdarúgó-játékvezető. Polgári foglalkozása tanár, majd rádió sportriporter.

## Pályafutása

### Labdarúgóként
1907-től 1913-ig a Wiener SC-ben rúgta a labdát.

### Labdarúgó-játékvezetőként

#### Nemzeti játékvezetés
A kornak megfelelően játékosból lett bíró. Sportvezetőinek javaslatára 1913-ban lett az I. osztályú bajnokság játékvezetője.

#### Nemzetközi játékvezetés
Az Osztrák labdarúgó-szövetség Játékvezető Bizottsága (JB) 1914-ben terjesztette fel nemzetközi játékvezetőnek, a Nemzetközi Labdarúgó-szövetség (FIFA) bíróinak keretébe. Több nemzetek közötti válogatott és klubmérkőzést vezetett, vagy partbíróként tevékenykedett. Az aktív nemzetközi játékvezetéstől 1924-ben búcsúzott.

## Magyar vonatkozás
| Időpont           | Helyszín                                       | Mérkőzés típusa         | Mérkőzés                | Eredmény | Nézők száma |
| ----------------- | ---------------------------------------------- | ----------------------- | ----------------------- | -------- | ----------- |
| 1914. november 8. | W.A.C. [Wiener Athletiksport Club] pálya, Bécs | 53. válogatott mérkőzés | Ausztria–Magyarország   | 1 : 2    | 5 000       |
| 1915. május 30.   | W.A.C. [Wiener Athletiksport Club] pálya, Bécs | 55. válogatott mérkőzés | Ausztria–Magyarország   | 1 : 2    | 8 000       |
| 1916. május 7.    | W.A.C. [Wiener Athletiksport Club] pálya, Bécs | 58. válogatott mérkőzés | Ausztria–Magyarország   | 3 : 1    | 8 000       |
| 1917. május 6.    | W.A.C. [Wiener Athletiksport Club] pálya, Bécs | 62. válogatott mérkőzés | Ausztria–Magyarország   | 1 : 1    | 4 000       |
| 1920. május 2.    | W.A.C. [Wiener Athletiksport Club] pálya, Bécs | 74. válogatott mérkőzés | Ausztria–Magyarország   | 2 : 2    | 20 000      |
| 1923. október 28. | Üllői úti Stadion, Budapest                    | 94. válogatott mérkőzés | Magyarország–Svédország | 2 : 1    | 35 000      |

## Sportvezetőként
Az SK Rapid Wien sportklub sikeres vezetője volt.